# Anson P. K. Safford
Pour les articles homonymes, voir Safford.
Anson P. K. Safford (14 février 1830 – 15 décembre 1891) est un homme d'affaires et homme politique américain, troisième gouverneur du territoire de l'Arizona de 1869 à 1877.

## Biographie
Anson Safford est né à Hyde Park dans le Vermont.
Il participe à la ruée vers l'or en Californie au début des années 1850.
Il est nommé gouverneur du territoire de l'Arizona en 1869 par le Président Ulysses Grant. À ce poste il favorise le développement des activités minières et des chemins de fer, tout en y prenant part personnellement. Il investit ainsi dans l'exploration puis l'exploitation des mines d'argent et d'or ; il devient notamment propriétaire de la mine Nequila près de Tucson et dirige celle de Tombstone. Ses gains sont estimés à 140 000 dollars. Il devient aussi un des dirigeants du Southern Pacific Railroad dont la ligne dessert opportunément certaines de ses mines.
Vers 1885 il quitte l'Arizona pour la Floride où il s'adonne à la spéculation foncière.

## Postérité
La ville de Safford, dans le comté de Graham, porte son nom.